# Hispano-Suiza 12Y
L'Hispano-Suiza 12Y était un moteur d'avions français de l'avant-guerre. Issu de développements successifs des célèbres Hispano-Suiza V8 de 1914, il devint l'un des premiers moteurs de la classe des 1 000 ch (750 kW). Il a été utilisé par de nombreux avions passés à la postérité, tels les Morane-Saulnier M.S.406 ou Dewoitine D.520.
Sa conception a été largement reprise dans d'autres pays. Le moteur a été produit sous licence en Tchécoslovaquie, en Espagne, en Suisse et en URSS sous le nom de Klimov M-100, où il a constitué la base de productions plus modernes avec notamment la série des Klimov VK-105.
L'ultime évolution du 12Y fut le 12Z, mais son développement n'a jamais été complètement terminé à cause de l'occupation allemande de la France.

## Conception et développement

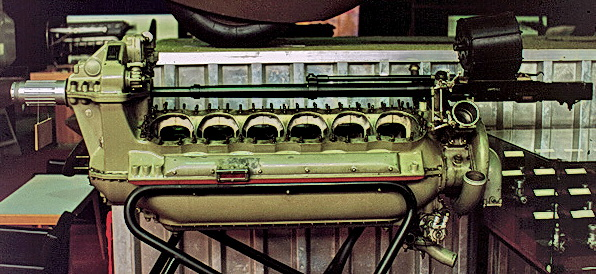
Moteur Aero V12

### Genèse
En 1924, Hispano présenta le 12 H, un moteur V12 dérivé de la série de V8 antérieurs, qui avaient fait la réputation et la fortune d'Hispano-Suiza pendant la guerre 1914-1918. Comme eux, il était construit à partir de chemises borgnes (fermées en partie supérieure, avec seulement l'usinage des sièges de soupapes), vissées dans des blocs-cylindres étanches en alliage d'aluminium. Ces chemises n'étaient donc pas en contact avec le liquide de refroidissement et constituaient des « chemises sèches ». Toujours comme sur les V8 de 1914, les blocs-cylindres ne descendaient pas jusqu'au carter et la partie basse des chemises était refroidie par l'air ambiant. En raison du passage de 8 à 12 cylindres, l'angle des deux blocs était ramené de 90 à 60°. À 140 × 150 mm d'alésage/course, le 12 H présentait une cylindrée de 27,700 L et délivrait 450 ch. Il était dépourvu de compresseur, et l'hélice était à entraînement direct.
En 1927 était présenté le 12 L, identique au 12 H mais avec une course augmentée à 170 mm, ce qui portait la cylindrée à 31,400 L et la puissance à 600 ch. Certaines versions des 12 H et 12 L furent équipées de réducteurs planétaires d'origine Farman.
Mais, dès 1929, l'ingénieur Marc Birkigt dessinait deux nouveaux moteurs, les 12 M et 12 N, successeurs des séries H et L précédentes, dotés dorénavant de nouveaux blocs descendant jusqu'aux carters et incorporant des chemises humides. Celles-ci étaient vissées en partie supérieure dans les blocs et se trouvaient en contact sur toute leur hauteur avec le liquide de refroidissement. L'étanchéité faisait appel à des joints métalliques brevetés en partie haute, et à de simples anneaux de caoutchouc en partie basse. L'abandon des chemises sèches permettait un léger accroissement de l'alésage, qui passait ainsi à 150 mm pour les deux moteurs sans augmentation de la longueur des blocs.
D'autres perfectionnements étaient incorporés aux 12 M et 12 N, tels que les cylindres nitrurés ou les paliers ventilés (dans le carter moteur, les portées de vilebrequin étaient soutenues par de doubles parois entre lesquelles circulait l'air ambiant, assurant un refroidissement efficace des paliers).
La disposition des soupapes restait identique aux séries antérieures : parallèles et alignées, elles étaient entraînées par un arbre à cames en tête unique qui attaquait directement les tiges via un plateau vissé permettant le réglage des jeux. Au nombre de trois par banc de cylindres, les conduits d'admission se dédoublaient dans la culasse pour alimenter deux cylindres adjacents, ce qui donnait aux pipes d'échappement un très caractéristique écartement (1-2-2-1). Enfin, les blocs-cylindres présentaient toujours — et présenteront jusqu'aux dernières séries — le beau fini noir émaillé, initialement imposé pour obvier à la porosité des alliages d'aluminium coulés par gravité.
Avec ses cotes de 130 × 170 mm d'alésage/course, le 12 M présentait une cylindrée de 27 L et délivrait 500 ch, pendant que le 12 N, avec un alésage porté à 150 mm donnant une cylindrée de 36 L, délivrait 650 ch.

### Développement initial

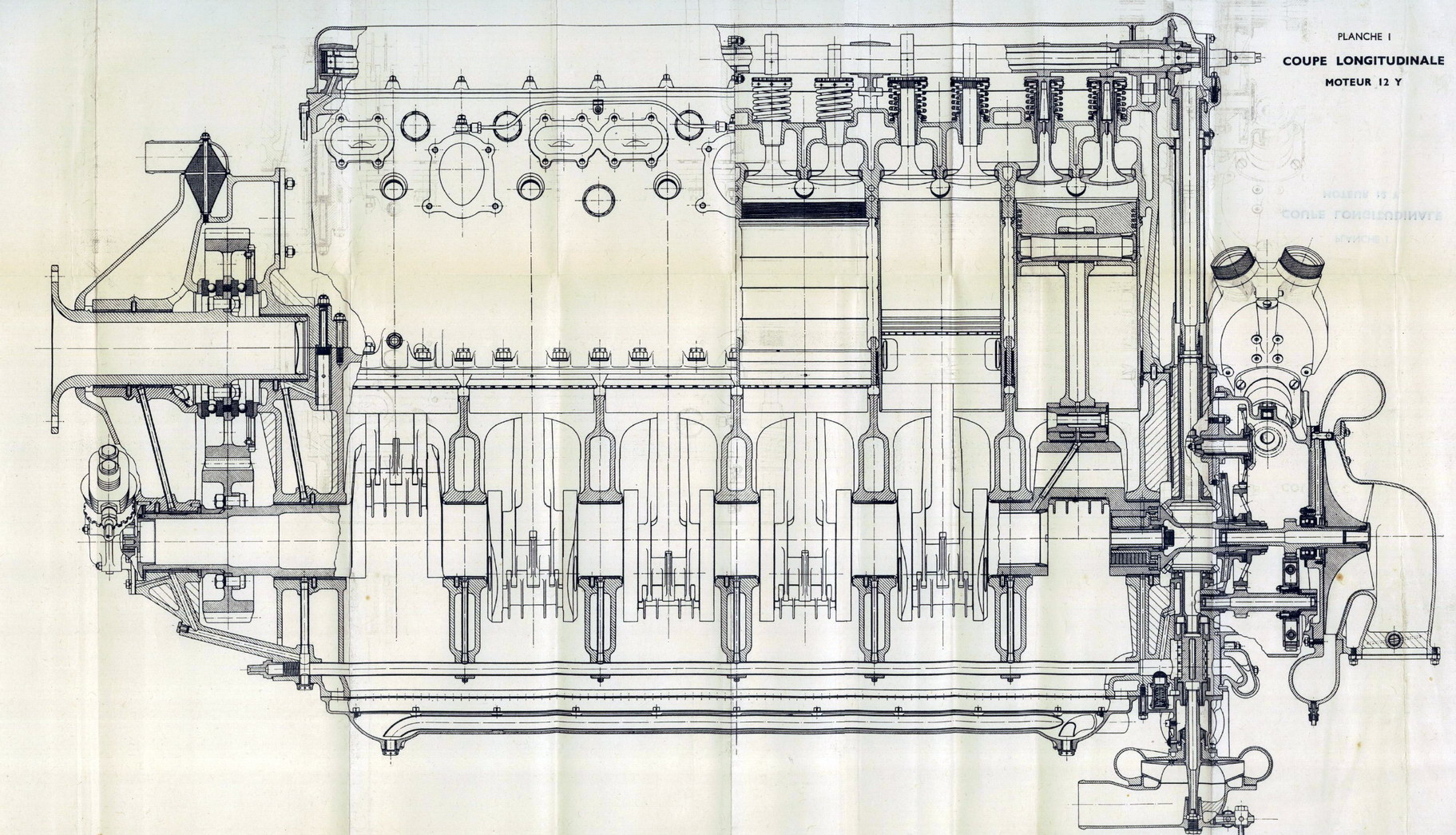
Coupe de l'Hispano-Suiza 12Y (manuel constructeur).

Les 12M et 12N allaient donner naissance aux 12 X et 12 Y. Ces deux nouvelles versions furent développées en parallèle, et constituaient des évolutions majeures de leurs prédécesseurs, dont ils gardaient les cotes et la cylindrée, mais incorporaient un réducteur à pignons droits surélevant l'arbre d'hélice, et un système de suralimentation par un compresseur centrifuge à entraînement mécanique, tous deux conçus par le motoriste. Il est donc faux de prétendre que le 12 Y dérivait du 12 X, les deux moteurs étaient simplement deux variantes d'une même base, et différaient seulement par la cylindrée et la puissance.
Après l'homologation du 12 Y en octobre 1932, l'industrie aéronautique française commença rapidement à développer des avions utilisant ce moteur. À ce moment, le 12 Y développait seulement 760 ch (570 kW), mais il avait clairement le potentiel d'atteindre les 1 000 ch.
À partir de 1934, le motoriste présenta de nouveaux carters avec arbre d'hélice encore surélevé, qui tiraient parti de l'architecture particulière du moteur, avec ses carburateurs et circuits d'admission rejetés en dehors du « V », pour placer entre les cylindres un canon tirant à travers le moyeu d'hélice (combinaison appelée « moteur-canon » dans les documents publicitaires ou « moteur affût » dans la documentation technique du constructeur), l'Hispano-Suiza HS-9/HS-404. Toutefois, les deux versions (affût ou non-affût) continuèrent à être fabriquées. En 1935, le 12Ycrs (moteur affût) et le 12Ydrs (moteur non-affût) étaient les versions majeures du moteur, avec une puissance de 835 ch (623 kW) au niveau de la mer et 860 ch rétablis à 4 000 m, avec un taux de compression de 5,8:1.
En 1936, l'armée de l'air imposa aux motoristes de changer leur nomenclature, si bien que la version suivante était le 12Y-21, moteur non-affût qui avait un taux de compression de 7:1, fonctionnant avec un carburant d'indice d'octane de 100. Ceci permit d'atteindre une puissance de 880 ch (647 kW) au décollage et de rétablir 910 ch (671 kW) à 3 600 m.
Bien que renforcé par rapport aux modèles antérieurs, le vilebrequin du 12 Y restait non équilibré, d'où des problèmes de vibration qui avaient au départ limité son régime à 2 400 tr/min. Ces difficultés furent partiellement résolues en équipant certaines versions de système bielles-biellettes avec un couplage élastique du pignon de réducteur, pendant que d'autres utilisaient les bielles à fourche traditionnelles ; dans les deux cas, les bielles avaient la structure mise au point par Hispano, avec chapeaux verrouillés par clavettes. La difficulté fut enfin éradiquée sur les ultimes séries par l'adoption d'amortisseurs dynamiques de vibration Sarazin et de bielles entièrement assemblées par des boulons.
En 1936, la version « 12Y-31 » recevait des bielles concentriques (à fourche) mais le taux de compression retenu de 5,8:1 (imposé par le souci de conserver l'usage de l'essence à 85 d'octane) limitait la puissance à 860 ch (633 kW). Néanmoins, il est devenu l'un des modèles de moteurs les plus utilisés de l'avant-guerre, motorisant presque tous les chasseurs et les prototypes.

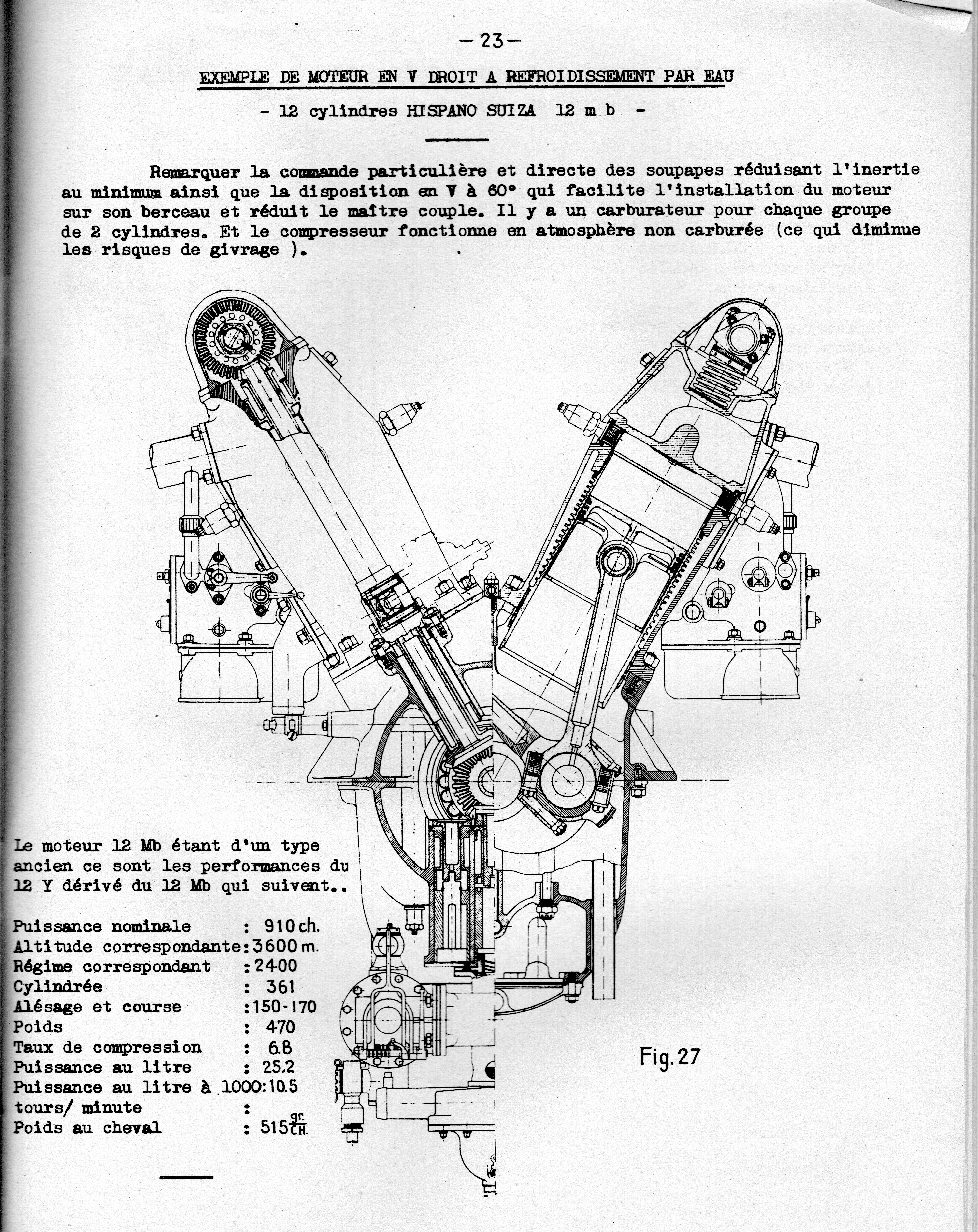

### Versions ultérieures
En 1938, un réel effort sera fait pour améliorer les performances du moteur donnant le 12Y-45. Basée sur le 12Y-31, cette version utilise le compresseur S-39-H3 conçu conjointement par André Planiol et l'ingénieur d'origine polonaise Joseph Szydlowski. Avec sa « circulation variable », le compresseur Planiol- Szydlowski était plus volumineux, mais beaucoup plus efficace que le compresseur d'origine. Abaissant la température d'admission de 60 °C et autorisant de ce fait un taux de compression de 7:1, il portait la puissance développée à 920 ch (677 kW) à 4 200 mètres (12 600 pieds), bien que nécessitant de l'essence d'indice d'octane de 100. Combiné à une hélice à pas variable Ratier, il permit au Dewoitine D.520 d'être aussi performant que ses contemporains anglais et allemands. Un nouveau régime de multiplication du compresseur, assorti du montage du vilebrequin à amortisseurs dynamiques Sarazin, mena au 12Y-49 dont la puissance atteignit 910 ch (670 kW) au niveau de la mer et 910 ch (670 kW) à 5 250 mètres (15 700 pieds).
L'ultime version fut le 12Y-51 donnant 1 100 ch (810 kW) au décollage et 1 000 ch (736 kW) à 3 250 mètres (9 750 pieds), qui commençait tout juste à être produite au moment de l'armistice. Avec un taux de compression porté à 6,5:1, de nouveaux arbres à cames et des soupapes d'admission agrandies, un débit de lubrification augmenté ainsi que divers renforcements permettant de pousser le régime à plus de 2 500 tr/min, le modèle 51 était la première version qui s'approcha des limites du moteur, se basant sur de l'essence à 100 d'indice d'octane, bien que son compresseur à un seul étage puisse le rendre inférieur aux moteurs anglais et allemands au-dessus de 5 000 m (15 000 pieds). Toutefois, il était prévu d'équiper le 12Y 51 avec un compresseur Planiol-Szydlowski dont la circulation variable valait, voire surpassait, les compresseurs deux vitesses (sous licence Farman) des moteurs anglais et l'accouplement hydraulique glissant des moteurs allemands, comme un essai du NACA le démontra en 1940.
Vu les retards à la mise au point du 12Y-51, la série des 12-Y devait marquer le décrochage technique d'Hispano au milieu des années 1930. Selon l'ingénieur général Raymond Marchal, la technique des moteurs Hispano en ligne était figée : « Hélas, les plus belles réussites ne durent qu’un temps et, sa période de gloire passée, Hispano connut un certain déclin ». Le président Marc Birkigt se retire de la société en 1937, après des désaccords avec l'État français sur la Société d'exploitation des matériels Hispano-Suiza.
Un exemplaire est exposé au musée de l'aviation de Warluis dans l'Oise, mais de nombreux exemplaires volent encore.

### Versions étrangères dérivées
Les forces aériennes des pays alliés, constatant que ces moteurs surpassent largement les moteurs de leurs propres fabrication, vont engendrer une forte augmentation de leurs commandes. Hispano-Suiza n'ayant pas la capacité suffisante de production et vu l'urgence de la situation, cède des licences à plusieurs constructeurs de différents pays :
- États-Unis à Wright,
- Italie à SCAT
- Japon à Mitsubishi,
- Royaume-Uni à Wolseley,
- Suisse - C'est le motoriste Saurer qui a produit plusieurs modèles jusqu'au 12Y-51 durant la guerre. Le 12Y-31 fut produit sous licence pour équiper le Morane-Saulnier MS.406H/D-3800[13]. Le moteur Hispano-Suiza 12Y-51 de 1 050 ch fut installé sur le MS.412/D-3801[14]. Un développement local, le Saurer YS-2 de 1 250 ch, vit le jour pour équiper le MS.450/Doflug D-3802[15]. Il devait beaucoup aux premiers prototypes du 12Z, dont le développement dit être arrêté en 1940. Un dernier dérivé est construit en 1944, le moteur Saurer YS-3 de 1 450 ch et installé sur le prototype Doflug D-3803[16].
- Tchécoslovaquie - Le 12 Y a été produit sous licence en Tchécoslovaquie par Avia (Skoda), où il fut considéré comme un moteur « national ».
- Union soviétique - C'est en URSS que la lignée des 12Y se poursuivit avec le plus de succès. Au milieu des années 1930, Vladimir Klimov, un ingénieur russe, fut envoyé en France pour obtenir la licence du 12Y afin de le produire localement.
Une série de modifications furent faites pour le rendre apte aux opérations par temps froid. Également, l'incapacité de l'industrie soviétique à produire un acier identique à celui d'origine pour les chemises humides, obligea à augmenter leur épaisseur d'1 mm, ce qui réduisit l'alésage à 148 mm. Le moteur est entré en production en 1935 sous le nom de Klimov M-100, il développait 750 ch (560 kW)[17]. Cependant des améliorations constantes ont permis d'augmenter sa puissance à 1 100 ch (820 kW).
Ces évolutions ont été nommées Klimov M-103 (VK-103) puis Klimov M-105 (VK-105), cette dernière série devenant l'un des principaux moteurs soviétiques de la guerre, propulsant la plupart des chasseurs Yakovlev, LaGG, etc.

### Une tentative avortée
En 1938, Rolls-Royce éprouvait toujours de sérieuses difficultés avec les fuites internes du Merlin — son architecture était basée sur les chemises « pincées » dans les blocs comme sur le Kestrel. Un rapprochement avec Hispano-Suiza eut lieu, et le motoriste anglais, prêt à acquérir la licence des chemises vissées du 12 Y, construisit un Merlin prototype sur ces bases. Lors d'un essai prolongé d'endurance, après plusieurs dizaines d'heures de fonctionnement à pleine puissance, l'ingénieur d'essais signala que le bruit du moteur changeait insensiblement. Le bureau d'étude passa outre et le prototype explosa sur son banc peu de temps après. L'analyse démontra que par inadvertance les nouvelles culasses intégraient un « point chaud » qui finissait par entraîner un phénomène de détonation. Cet accident sonna le glas du projet.

## Variantes
- 12Ydrs : 835 ch (615 kW) au décollage, 860 ch (633 kW) à 4 000 m.
- 12Ycrs : comme 12 Ydrs, moteur-canon.
- 12Y-29 : 910 ch (670 kW) au décollage, 920 ch (677 kW) à 3 600 m.
- 12Y-45 : 935 ch (688 kW) au décollage, 920 ch (677 kW) à 4 200 m.
- 12Y-49 : 910 ch (670 kW) au décollage, 910 ch (670 kW) à 5 250 m.
- 12Y-37 : 1 050 ch (773 kW) au décollage, 960 ch (707 kW) à 1 250 m.
- 12Y-51 : 1 100 ch (810 kW) au décollage, 1 000 ch (736 kW) à 3 260 m.

## Applications
- Amiot 370
- Arsenal VB-10
- Arsenal VG 33
- Avia 156
- Avia B.534
- Bloch MB.177
- Dewoitine D.510
- Dewoitine D.513
- Dewoitine D.520
- EKW C-35
- Fairey Fantôme
- Farman NC.223.3
- Farman NC.223.4
- Ikarus IK-2
- Latécoère 298
- Latécoère 521
- Morane-Saulnier M.S.406
- Morane-Saulnier M.S.475
- Mureaux 110-119 series
- Renard R-36
- Rogozarski IK-3

### Applications de dérivés du 12Y
- Arkhangelsky Ar-2
- Lavochkin-Gorbunov-Goudkov LaGG-1
- Lavochkin-Gorbunov-Goudkov LaGG-3
- Mörkö-Morane
- Petlyakov Pe-2
- Petlyakov Pe-3
- Yakovlev Yak-1
- Yakovlev Yak-2
- Yakovlev Yak-3
- Yakovlev Yak-4
- Yakovlev Yak-7
- Yakovlev Yak-9
- Yermolaïev Yer-2

## Caractéristiques
Source :
Caractéristiques générales 12Ycrs
- Type : moteur à refroidissement liquide, V12 à 60°, suralimenté
- Alésage : 150 mm
- Course des pistons : 170 mm
- Cylindrée : 36,05 litres
- Longueur : 1 722 mm
- Largeur : 764 mm
- Hauteur : 935 mm
- Masse à sec : 465 kg

Composants
- Distribution : une soupape d'admission et une soupape d'échappement par cylindre, soupapes en ligne actionnées directement par un arbre à cames en tête unique dans chaque banc de cylindre, via un plateau cranté pour le réglage des jeux.
- Compresseur : centrifuge à un seul étage, entrainement par pignon, une seule vitesse.
- Système d'alimentation en carburant : six carburateurs Solex soufflés (situés entre le compresseur et le moteur).
- Carburant : essence d'indice d'octane 85.
- Système de refroidissement : par eau.

Performances
- Puissance développée :
  - 835 ch (615 kW) au décollage à 2 400 tr/min
  - 860 ch (633 kW) à 2 400 tr/min à 4 000 m d'altitude
- Puissance spécifique : 17,08 kW/l
- Taux de compression : 5,8:1
- Consommation spécifique : 328 g/kWh
- Consommation d'huile : 11 g/kWh
- Puissance massique : 1,32 kW/kg
- Rapport de réduction : 2:3